# Antizionisme
 Der er for få eller ingen kildehenvisninger i denne artikel, hvilket er et problem. Du kan hjælpe ved at angive troværdige kilder til de påstande, som fremføres i artiklen.

Antizionisme er en negativ holdning til zionisme, dvs. en negativ holdning til de politiske bestræbelser for at oprette en speciel jødisk nationalstat, og efter staten Israels oprettelse i 1948, en modstand mod denne stat.
Da den moderne zionisme voksede frem i slutningen af det 19. århundrede blev den i begyndelsen mødt af en stor modstand fra mange sider indenfor jødedommen i Europa. Det 20. århundredes udvikling med de nazistiske jødeforfølgelser og dannelsen af staten Israel har gjort at zionismen har en voksende støtte fra de fleste jøder. Nutidens antizionister kræver oftest at Israel skal ophøre med at eksistere som jødisk stat til fordel for en mangeetnisk/multireligiøs stat, eller en anden model.
Visse steder bliver "antizionisme" anvendt som eufemisme for antisemitisme.